# Adriaan van Campen (crimineel)

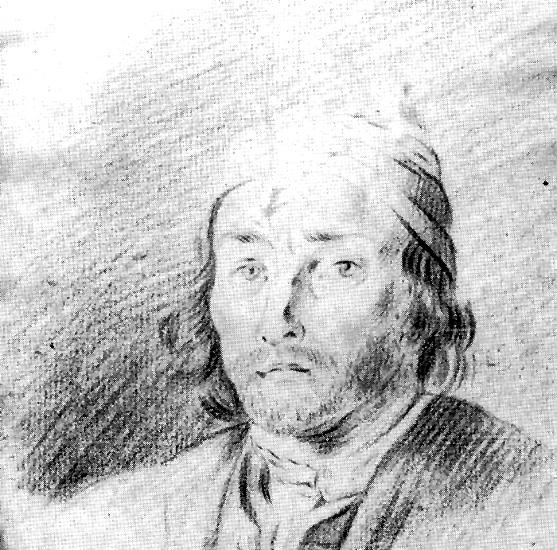
Adriaan van Campen

Adriaan van Campen (Baarle-Nassau, 1746 — Breda, 17 april 1787) was een 18e-eeuwse Nederlandse crimineel.
Van Campen stond bekend als de 'Schrik van de Baronie' en was berucht om zijn afpersingspraktijken. Wanneer hij geen geld kreeg, stak hij bezittingen van zijn slachtoffer in brand. Een van zijn methoden om zijn slachtoffers te intimideren was het spreken in meervoudsvorm. Daardoor dacht men dat er niet een persoon, maar een complete roversbende aan de deur stond. Hieraan is de plaatselijke uitdrukking te danken: "Hier zijn wij", sprak Van Campen, en hij was alleen.
Hij werd op wrede wijze ter dood gebracht, ten overstaan van het volk dat zich op de Grote Markt voor het stadhuis had verzameld om het afschrikwekkende schouwspel gade te slaan. Men hakte eerst zijn hand af, waarna hij werd geradbraakt. Ten slotte werd de crimineel onthoofd.
De zware straf die Van Campen ten deel viel, was ook voor die tijd ongewoon. Men wilde een voorbeeld stellen en hoewel Adriaan van Campen gedurende lange tijd als crimineel actief was geweest, had hij geen moord op zijn geweten. Bovendien had hij zijn misdaden bekend. Omstanders waren dan ook verbijsterd door de wreedheid van de terechtstelling.
Het zwaard waarmee Van Campen werd geëxecuteerd, is bewaard gebleven en bevindt zich in de collectie van het Breda's Museum.
Hij was de laatste inwoner van Nederland die met het zwaard om het leven werd gebracht.
- International Standard Name Identifier: 0000 0003 9242 2923
- Nederlandse Thesaurus van Auteursnamen: 351976949
- Virtual International Authority File: 286445323